# Klett-Bräu
Der Klett-Bräu ist eine Bierbrauerei im niederbayerischen Konzell, einer Gemeinde im Landkreis Straubing-Bogen. Die Brauerei hatte 2008 und in den Folgejahren eine Jahresproduktion von 6000 Hektolitern.

## Geschichte
Wie alle Brauereien in der Umgebung von Konzell wurde auch der Klett-Bräu um 1600 gegründet. Dies geschah durch die Mönche aus Nieder- und Oberalteich. Seit 1884 befindet sie sich im Familienbesitz. In fünfter Generation leitet Otto Kienberger jun. seit 2011 das Unternehmen.

## Biere
Die Produktpalette umfasst die Biersorten Weißbier hell, Weißbier dunkel, Weißbier leicht, Urhell, Gallner Perle Export, Pils, Menachtaler Dunkel und Dunkler Bock.
Abgefüllt wird in Kronkorkenflaschen.